# Diez (programa de televisión)
Díez (estilizada como 10) fue un programa de televisión peruano emitido por la cadena ATV durante 2011 y 2014. Conducido por el periodista Álamo Pérez-Luna, el espacio se destacó por presentar rankings de temas variados que combinaba investigación periodística con temas históricos, culturales y de entretenimiento.

## Historia
El programa se estrenó el 10 de septiembre de 2011 en un horario matutino de sábados, compitiendo con programas infantiles. Su primer episodio fue titulado como «Las tragedias que conmovieron al Perú». Posteriormente se transmitió los mismos días a las 6:00 p. m. Años después, Díez fue movido a los domingos a las 6:00 p. m.,  dos horas antes de espacios como Cuarto Poder y Panorama. Durante esta etapa, renovó su estética visual, reemplazando su fondo verde por uno azul.     
En 2014, durante su tercer aniversario, el programa incluyó un segmento especial con la participación del cómico Carlos Álvarez en su personaje «General Desaire», recordando los mejores programas de humor de los últimos tres años.
Tras su salida del aire, Díez continuó en retransmisiones por ATV+. Posteriormente, en 2019, Pérez Luna realizó un remake de su programa Diez en Willax Televisión titulado Sucedió Así, aunque sin alcanzar el mismo éxito.

## Formato y contenido
Díez se estructuró en torno a listas cortas de diez ítems, abordando desde casos de actualidad y curiosidades. Entre los temas principales figuran cine, televisión, fútbol, música y política. Además una de sus secciones destacadas figuraba «Extraño, muy extraño», dedicada a casos paranormales y misterios sin resolver. Cada episodio integraba entrevistas con especialistas, aportando datos a los temas.
El estilo de Pérez Luna, con una voz distintiva y enfoque periodístico, fue clave para su identidad. El programa destacó por su formato documental y su capacidad para atraer audiencias diversas, desde adultos hasta familias. Según reveló en una entrevista a un estudiante universitario, su experiencia previa en Panamericana Televisión en la década de 2000 influyó en la creación del programa, fusionando información rigurosa con un formato visual moderno.